# Mashu Baker

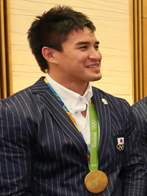
Mashu Baker, 2016

Mashu Baker (jap. ベイカー茉秋, Baker Mashu; * 25. September 1994 in Chiyoda) ist ein japanischer Judoka. Er war 2016 Olympiasieger im Mittelgewicht.
Der 1,78 m große Baker gewann 2013 in Tokio erstmals bei einem Grand-Slam-Turnier. 2014 bei den Weltmeisterschaften in Tscheljabinsk gehörte er zu dem japanischen Männerteam, das in der Mannschaftswertung siegte. 2015 gewann er die Grand-Slam-Turniere in Baku und Tjumen. Bei den Weltmeisterschaften 2015 in Astana unterlag er im Viertelfinale dem Georgier Beka Gwiniaschwili. Mit Siegen in der Hoffnungsrunde über den Ungarn Krisztián Tóth und über den Tadschiken Komronschoh Ustopirijon erkämpfte Baker eine Bronzemedaille. Das japanische Männerteam gewann wie 2014 den Mannschaftstitel.
Bei den Olympischen Spielen 2016 in Rio de Janeiro gewann er seine ersten vier Kämpfe einschließlich des Halbfinales gegen den Chinesen Cheng Xunzhao vorzeitig durch Ippon. Im Finale gegen den Georgier Warlam Liparteliani musste Baker über die vollen fünf Minuten gehen und gewann mit einer Yuko-Wertung Vorsprung. Wegen einer Schulterverletzung pausierte Baker das ganze Jahr 2017, Anfang 2018 kehrte er mit einem zweiten Platz beim Grand-Slam-Turnier in Düsseldorf zurück. Bei den Asienspielen 2018 unterlag er im Halbfinale dem Südkoreaner Gwak Dong-han, mit einem Sieg über den Usbeken Shakhzodbek Sabirov erkämpfte Baker die Bronzemedaille.
Baker studierte an der Tōkai-Universität. Er ist Sohn eines amerikanischen Vaters und einer japanischen Mutter.